# Alfred Allen
Pour les articles homonymes, voir Alfred Allen (homme politique) et Allen.
Alfred Allen est un acteur américain né à Alfred (New York) le 8 avril 1866 et mort à Los Angeles (Californie) le 18 juin 1947.

## Filmographie partielle
- 1915 : The Bride of the Nancy Lee de Lynn Reynolds
- 1916 : The Wise Man and the Fool de Lynn Reynolds
- 1916 : Her Greatest Story de Lynn Reynolds
- 1916 : The Heart of Bonita de Lynn Reynolds
- 1916 : The Secret Foe de Lynn Reynolds
- 1916 : Bill's Wife de Lynn Reynolds
- 1916 : The Gambler de Lynn Reynolds
- 1916 : Miss Blossom de Lynn Reynolds
- 1916 : Grouches and Smiles de Lynn Reynolds
- 1917 : Le Contraste (The Price of a Good Time) de Lois Weber et Phillips Smalley
- 1917 : Maison de danses au far-west (Hell Morgan's Girl) de Joseph De Grasse : Hell Morgan
- 1918 : Tongues of Flame, de Colin Campbell : Shérif Dunn
- 1918 : The Kaiser, the Beast of Berlin de Rupert Julian
- 1918 : The Sea Flower, de Colin Campbell : 'Gun' Fowler
- 1919 : La Vengeance de Black Billy (Riders of Vengeance), de John Ford : le père de Harry
- 1922 : Le Dernier des Don Farel (The Pride of Palomar) de Frank Borzage : John Parker
- 1924 : A Girl of the Limberlost de James Leo Meehan
- 1925 : Dangereuse Innocence (Dangerous Innocence) de William A. Seiter
- 1927 : Singed de John Griffith Wray
- 1927 : The Magic Garden de James Leo Meehan : le chef Clare
- 1928 : Un cœur à la traîne (Anybody Here Seen Kelly?) de William Wyler : Sgt. Malloy
- 1928 : The Fifty-Fifty Girl de Clarence G. Badger
- 1928 : The Big Killing de F. Richard Jones
- 1929 : Sunset Pass d'Otto Brower
- 1929 : L'Escadre volante (The Flying Fleet) de George William Hill
- 1931 : New Adventures of Get Rich Quick Wallingford de Sam Wood